# Synomera crafti
Synomera crafti là một loài bướm đêm trong họ Noctuidae.